# Saruhanides
Le beylicat de Saruhan avec pour capitale Manisa est l’une des principautés frontalières établies par des Turcs Oghouzes après le déclin du sultanat de Roum en Anatolie. Ce beylicat a été fondé par son éponyme Saruhan et les membres de la dynastie qu’il a ainsi fondée s’appellent les Saruhanides, ou en turc Saruhanoğulları. Le beylicat disparaît en 1410 par son annexion au sultanat ottoman.

## Histoire du beylicat
L’émir Saruhan marque son indépendance envers les Germiyanides. Magnésie du Sipyle, menacée par les Turcs à partir de 1275, est conquise par Saruhan en 1313. La ville, renommée Manisa, devient sa capitale. La principauté prend le nom de Saruhan. Il impose son autorité entre autres aux commerçants italiens dont l’activité assure la prospérité de la région. Dans le même temps, il entretient de bonnes relations avec les Byzantins et avec les beylicats voisins des Mentecheïdes et des Aydinides.
Vers la fin de 1329, l'empereur byzantin Andronic III après avoir obtenu la reddition et l’allégeance de la colonie génoise de Phocée, invite les beys d'Aydin et de Saruhan à venir négocier un modus-vivendi. Saruhan se rend lui-même à cette invitation. Il y conclut un arrangement semble-t-il profitable.
Ibn Battûta lors de son passage à Manisa (Maghnîciyah dans le texte) rencontre le Saruhan :

« (Le sultan de Maghnîciyah) se nomme Sâroû khân, et lorsque nous arrivâmes dans cette ville nous le trouvâmes dans la chapelle sépulcrale de son fils, qui était mort depuis plusieurs mois. Il y passa avec la mère du défunt, la nuit de la fête, et la matinée suivante. Le corps du jeune prince avait été embaumé, et placé dans un cercueil de bois recouvert de fer étamé ; on le voyait ainsi suspendu au milieu d’une chapelle sans toit, afin que l’odeur du cadavre pût s’exhaler au-dehors, après quoi on la recouvrira d’un toit, la bière sera placée en évidence sur le sol, et les vêtements du mort seront déposés sur celle-ci. J’ai vu agir de cette façon d’autres souverains que celui de Maghnîciyah. Nous saluâmes ce dernier en cet endroit, nous fîmes avec lui la prière de la fête, et nous retournâmes à la zâouïah. »

— Ibn Battûta, Op. cit., vol. II (lire en ligne), « Du sultan de Maghnîciyah », p. 143-145 (.pdf).
Peu à peu, Andronic III acquiert la conviction que les turcs sont des alliés plus sûrs que les Italiens. À la fin de 1335, il laisse  derrière lui quelques navires pour bloquer Lesbos, il s'en va assiéger Phocée. Saruhan lui fournit des hommes et ravitaille ses troupes jusqu'à la capitulation de la ville. Umur d’Aydin fait mieux encore, il vient en personne rencontrer l'empereur. Le traité conclu en cette occasion n'était rien de moins qu'une alliance défensive entre Byzance et l'émirat d'Aydin contre les Ottomans et les Italiens.
En 1341, profitant de la mort d’Andronic III et de la minorité de son successeur Jean V Paléologue, Saruhan pille les côtes de Thrace. En 1345, Jean Cantacuzène, prétendant au trône de Byzance en lutte contre la régente Anne de Savoie, fait appel à Saruhan, avant d'appeler le sultan ottoman Orhan à son aide.
Fahreddin Ilyas, fils de Saruhan, prend la succession en 1345. Durant l’été 1346, Anne de Savoie sollicite l’aide de l’émir de Saruhan. Fahreddin Ilyas envoie 6 000 hommes qui pillent une fois de plus la Thrace et poussent leur avance en Bulgarie.
Muzaffereddin Ishak succède à Fahreddin Ilyas en 1374.
Hizir Şah succède à Muzaffereddin Ishak en 1388. Le sultan ottoman Bayezid Ier annexe le beylicat en 1391. Hizir Şah est destitué. Après la défaite de Bayezid Ier à la bataille d'Ankara, il revient à Manisa  en août 1402. En 1410, Hizir Şah est tué par le sultan Mehmed Ier et son beylicat définitivement annexé au sultanat ottoman.

## Héritage
La province turque de Manisa a continué d’être appelée Saruhan jusqu’aux premières années de la république turque.
La grande mosquée de Manisa a été construite sous le règne de Muzaffereddin Ishak (1366-1367).

## La dynastie

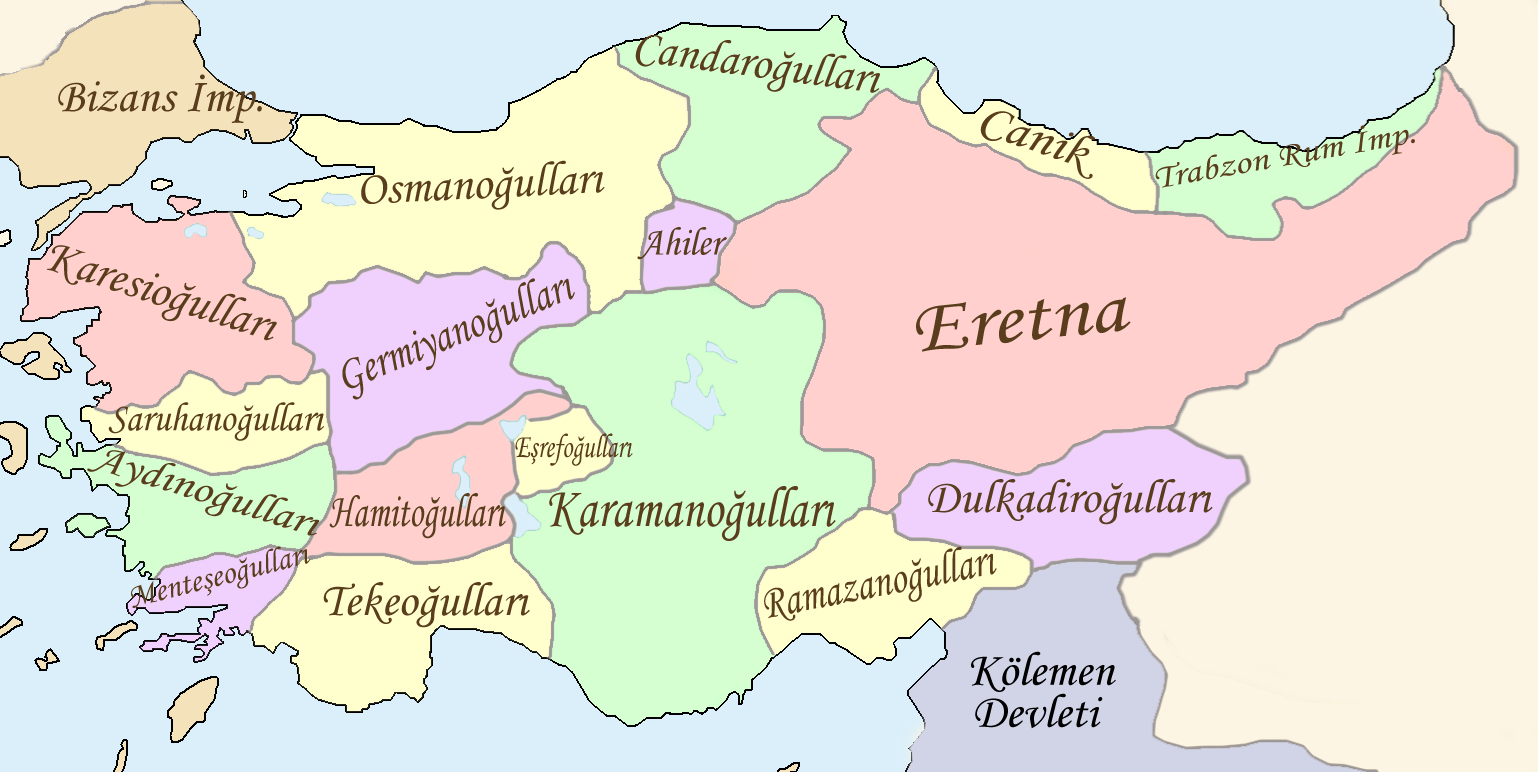
Carte des beylicats d’Anatolie formés après 1330.

| Dates     | Nom                                      | Nom turc                                 | Fils de                                  |                                          |
| --------- | ---------------------------------------- | ---------------------------------------- | ---------------------------------------- | ---------------------------------------- |
| 1313-1345 | Saru Khan                                | Saruhan                                  |                                          | Fondateur et éponyme de la dynastie.     |
| 1345-1374 | Fakhr al-Dîn Ilyâs                       | Fahreddin Ilyas                          | Saruhan                                  |                                          |
| 1374-1388 | Muzaffar al-Dîn Ishaq                    | Muzaffereddin Ishak                      |                                          |                                          |
| 1388-1391 | Khidhr Chah                              | Hızır Şah                                |                                          |                                          |
| 1391-1402 | Annexion au sultanat ottoman.            | Annexion au sultanat ottoman.            | Annexion au sultanat ottoman.            | Annexion au sultanat ottoman.            |
| 1402-1410 | Khidhr Chah                              | Hızır Şah                                |                                          | Restauré.                                |
| 1410      | Annexion définitive au sultanat ottoman. | Annexion définitive au sultanat ottoman. | Annexion définitive au sultanat ottoman. | Annexion définitive au sultanat ottoman. |